# Cystorchis
Cystorchis – rodzaj roślin z rodziny storczykowatych (Orchidaceae). Obejmuje 20 gatunków występujących w Azji Południowo-Wschodniej w takich krajach i regionach jak: Borneo, Jawa, Malezja Zachodnia, Moluki, Filipiny, Celebes, Sumatra, Tajlandia oraz w Oceanii w Vanuatu, na Karolinach i Nowej Gwinei.

## Systematyka
Rodzaj sklasyfikowany do podplemienia Goodyerinae w plemieniu Cranichideae, podrodzina storczykowe (Orchidoideae), rodzina storczykowate (Orchidaceae), rząd szparagowce (Asparagales) w obrębie roślin jednoliściennych.
Wykaz gatunków
- Cystorchis aberrans J.J.Sm.
- Cystorchis aphylla Ridl.
- Cystorchis appendiculata J.J.Sm.
- Cystorchis celebica Schltr.
- Cystorchis dentifera Schltr.
- Cystorchis gracilis (Hook.f.) Holttum
- Cystorchis javanica (Blume) Blume
- Cystorchis luzonensis Ames
- Cystorchis macrophysa Schltr.
- Cystorchis marginata Blume
- Cystorchis ogurae (Tuyama) Ormerod & P.J.Cribb
- Cystorchis orphnophila Schltr.
- Cystorchis peliocaulos Schltr.
- Cystorchis ranaiensis J.J.Sm.
- Cystorchis saccosepala J.J.Sm.
- Cystorchis salmoneus J.J.Wood
- Cystorchis saprophytica J.J.Sm.
- Cystorchis stenoglossa Schltr.
- Cystorchis variegata Blume
- Cystorchis versteegii J.J.Sm.